# Psary (Woźniki)

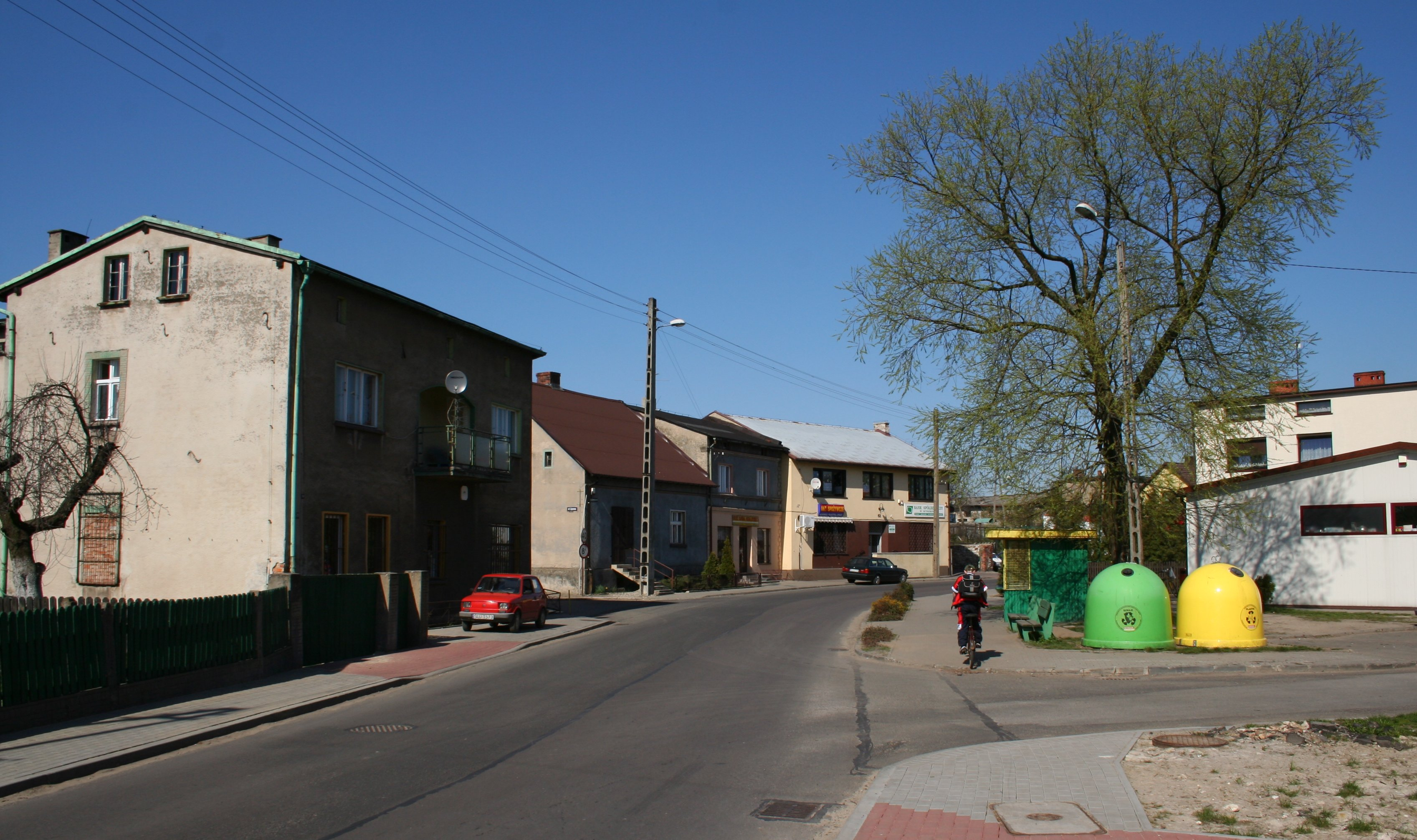
Ortsmitte von Psary

Psary (deutsch: Psaar) ist ein Ort in der Stadt- und Landgemeinde Woźniki im Powiat Lubliniecki der Woiwodschaft Schlesien in Polen. Es liegt etwa 40 Kilometer nördlich von Katowice.

## Geschichte
Die erste schriftliche Erwähnung stammt aus dem Jahr 1529. 1932 wurde die Bahnstrecke Strzebiń–Woźniki Śląskie eröffnet.
Zwischen 1954 und 1972 gehörte das Dorf zur Gromada Psary. Am 1. Januar 1973 wurde die Gemeinde Psary gebildet, wurde aber am 15. Januar 1976 wieder aufgelöst. Die Gemeindeverwaltung befand sich aber in dem Ort Lubsza.
Von 1973 bis 1975 gehörte das Dorf zur Woiwodschaft Katowice und danach bis 1998 zur Woiwodschaft Częstochowa.

## Sehenswürdigkeiten
- Kapelle aus dem Jahr 1870
- Kappel aus dem achtzehnten Jahrhundert
- drei Bildstöcke, entstanden Anfang des zwanzigsten Jahrhunderts